# F.J.H. Weyhe
Frederik Joachim Henning Weyhe (5. januar 1826 i København – 30. december 1899) var en dansk officer.
Weyhe blev født i København, hvor hans fader, Erik Leganger Weyhe, var major ved Landkadetakademiet. Moderen hed Bothilde Christiane f. Thal. Han blev 1839 landkadet, 1844 sekondløjtnant med aldersorden fra 1843 samt repetent og page og ansattes året efter ved 1. jægerkorps, hvormed han 1848 rykkede i felten. Han var med i den første kamp ved Ringenæs, ved Bov og i slaget ved Slesvig samt senere i fægtningerne ved Nybøl og Dybbøl. I denne sidste blev hans kompagnikommandør såret, og han overtog så befalingen over kompagniet, som han med dygtighed førte under resten af felttoget, medens han for sit hele tapre forhold benådedes med Ridderkorset, skønt kun 22 år gammel. I 1849 avancerede han til premierløjtnant og ansattes ved 1. reservejægerkorps, hvormed han deltog i fægtningerne ved Krybily og Gudsø samt i slaget ved Fredericia; året efter deltog han i slaget ved Isted samt som kompagnikommandør ved 2. forstærkningsjægerkorps i overfaldet på Brekendorf. I 1851 blev Weyhe ansat ved 5. jægerkorps og var i 8 år adjudant ved dette korps, ved hvilket han også blev stående efter udnævnelsen til kaptajn 1860. I 1861 kom han til 1. bataljon og rykkede som chef for 1. regiments 4. kompagni 1864 i felten. Han deltog først i forpostfægtningerne ved Overselk og derefter i kampen ved Sankelmark, hvor han angreb østrigerne med stor energi, så en stor del af hans folk kom i håndgemæng med fjenden; en kort tid lykkedes det ham at standse dennes fremrykning, men derpå såredes han og faldt i fangenskab.
Efter fredsslutningen kom Weyhe tilbage til 1. bataljon, men ansattes 1867 som stabschef ved 1. jyske brigade under general Ernst Wilster, fra hvilken stilling han i 1870 vendte tilbage til 1. bataljon samt sendtes på en tjenesterejse til Italien. Udnævnt i 1873 til oberst og chef for 7. bataljon beordredes han i 1879 til at overvære manøvrerne ved det 15. tyske armékorps og ansattes året efter som chef for 5. regiment; 1885 blev han Kommandør af Dannebrog af 2. grad.
Weyhe, der var en dygtig praktisk officer og kunne se tilbage på en smuk krigshistorie, blev i 1888 forbigået, hvorefter han ansøgte om sin afsked fra krigstjenesten, hvilken tildeltes ham med Kommandørkorset af 1. grad. Skønt han næsten kunne pukke på sin mangel på teoretiske kundskaber, var han i virkeligheden meget belæst og tog sig derfor tilsidesættelsen meget nær. Han døde 30. december 1899.
12. august 1870 blev han gift med Martine Petrea Georgine Christensen, datter af fabrikejer C. Christensen i Aarhus.